# Гуарани-д’Уэсти
Гуарани-д’Уэсти (порт. Guarani d'Oeste) — муниципалитет в Бразилии, входит в штат Сан-Паулу. Составная часть мезорегиона Сан-Жозе-ду-Риу-Прету. Входит в экономико-статистический микрорегион Фернандополис. Население составляет 2132 человека на 2006 год. Занимает площадь 84,534 км². Плотность населения — 25,2 чел./км².

## Статистика
- Валовой внутренний продукт на 2003 составляет 15.532.032,00 реалов (данные: Бразильский институт географии и статистики).
- Валовой внутренний продукт на душу населения на 2003 составляет 7.488,93 реалов (данные: Бразильский институт географии и статистики).
- Индекс развития человеческого потенциала на 2000 составляет 0,757 (данные: Программа развития ООН).